# Radostin Stoychev
Radostin Svetoslavov Stoychev (em búlgaro:  Радостин Светославов Стойчев; 25 de setembro de 1969) é um treinador de voleibol e ex-voleibolista profissional búlgaro.